# Kolarstwo na Letnich Igrzyskach Olimpijskich 2020 – wyścig drużynowy mężczyzn
Wyścig drużynowy mężczyzn podczas Letnich Igrzysk Olimpijskich 2020 rozegrany został między 2 a 4 sierpnia na torze Izu Velodrome.

## Terminarz
Czas w Tokio (UTC+09:00)
| Data            | Godzina |                |
| --------------- | ------- | -------------- |
| 2 sierpnia 2021 | 17:02   | Eliminacje     |
| 3 sierpnia 2021 | 16:22   | Pierwsza runda |
| 4 sierpnia 2021 | 17:45   | Finały         |

## Wyniki

### Eliminacje
| Pozycja | Państwo         | Zawodnicy                                                            | Wynik    | Uwagi |
| ------- | --------------- | -------------------------------------------------------------------- | -------- | ----- |
| 1.      | Dania           | Lasse Norman Hansen Niklas Larsen Frederik Rodenberg Rasmus Pedersen | 3:45,014 | OR    |
| 2.      | Włochy          | Simone Consonni Filippo Ganna Francesco Lamon Jonathan Milan         | 3:45,895 |       |
| 3.      | Nowa Zelandia   | Aaron Gate Campbell Stewart Regan Gough Jordan Kerby                 | 3:46,079 |       |
| 4.      | Wielka Brytania | Ethan Hayter Edward Clancy Ethan Vernon Oliver Wood                  | 3:47,507 |       |
| 5.      | Australia       | Kelland O’Brien Sam Welsford Leigh Howard Alexander Porter           | 3:48,448 |       |
| 6.      | Kanada          | Vincent De Haître Michael Foley Derek Gee Jay Lamoureux              | 3:50,455 |       |
| 7.      | Niemcy          | Theo Reinhardt Felix Groß Leon Rohde Domenic Weinstein               | 3:50,830 |       |
| 8.      | Szwajcaria      | Robin Froidevaux Stefan Bissegger Mauro Schmid Cyrille Thièry        | 3:51,514 |       |

### Pierwsza runda
W pierwszej rundzie podział na poszczególne wyścigi odbył się na podstawie kwalifikacji i odbył się według zasady:

Wyścig 1 : 6 drużyna kwalifikacji z 7 drużyną kwalifikacji
Wyścig 2 : 5 drużyna kwalifikacji z 8 drużyną kwalifikacji
Wyścig 3 : 2 drużyna kwalifikacji z 3 drużyną kwalifikacji
Wyścig 4 : 1 drużyna kwalifikacji z 4 drużyną kwalifikacji
Zwycięzcy wyścigów 3 i 4 awansowali do wyścigu o złoty medal pozostałe 6 zespołów na podstawie uzyskanych czasów walczyło w wyścigach o brązowy medal, piąte, siódme miejsce.
| Pozycja | Wyścig | Kraj            | Zawodnik                                                             | Wynik    | Uwagi |
| ------- | ------ | --------------- | -------------------------------------------------------------------- | -------- | ----- |
| 1.      | 3      | Włochy          | Simone Consonni Filippo Ganna Francesco Lamon Jonathan Milan         | 3:42,307 | FA    |
| 2.      | 4      | Dania           | Lasse Norman Hansen Niklas Larsen Frederik Rodenberg Rasmus Pedersen |          | FA    |
| 3.      | 3      | Nowa Zelandia   | Aaron Gate Campbell Stewart Regan Gough Jordan Kerby                 | 3:42,397 | FB    |
| 4.      | 2      | Australia       | Kelland O’Brien Sam Welsford Leigh Howard Lucas Plapp                | 3:44,902 | FB    |
| 5.      | 1      | Kanada          | Vincent De Haître Michael Foley Derek Gee Jay Lamoureux              | 3:46,769 |       |
| 6.      | 1      | Niemcy          | Theo Reinhardt Felix Groß Leon Rohde Domenic Weinstein               | 3:48,861 |       |
| 7.      | 2      | Szwajcaria      | Robin Froidevaux Stefan Bissegger Valère Thiébaud Cyrille Thièry     | 3:49,111 |       |
| 8.      | 4      | Wielka Brytania | Ethan Hayter Charlie Tanfield Ethan Vernon Oliver Wood               | 4:28,489 |       |

## Finały
| Pozycja         | Kraj            | Zawodnik                                                             | Czas     | Uwagi |
| --------------- | --------------- | -------------------------------------------------------------------- | -------- | ----- |
| o złoty medal   |                 |                                                                      |          |       |
| złoto           | Włochy          | Simone Consonni Filippo Ganna Francesco Lamon Jonathan Milan         | 3:42,032 | WR    |
| srebro          | Dania           | Lasse Norman Hansen Niklas Larsen Frederik Rodenberg Rasmus Pedersen | 3:42,198 |       |
| o brązowy medal |                 |                                                                      |          |       |
| brąz            | Australia       | Kelland O’Brien Sam Welsford Leigh Howard Lucas Plapp                |          |       |
| 4.              | Nowa Zelandia   | Aaron Gate Campbell Stewart Regan Gough Jordan Kerby                 | OVL      |       |
| o 5. miejsce    |                 |                                                                      |          |       |
| 5.              | Kanada          | Vincent De Haître Michael Foley Derek Gee Jay Lamoureux              | 3:46,324 |       |
| 6.              | Niemcy          | Roger Kluge Felix Groß Leon Rohde Domenic Weinstein                  | 3:50,023 |       |
| o 7. miejsce    |                 |                                                                      |          |       |
| 7.              | Wielka Brytania | Ethan Hayter Charlie Tanfield Ethan Vernon Oliver Wood               | 3:45,636 |       |
| 8.              | Szwajcaria      | Robin Froidevaux Stefan Bissegger Valère Thiébaud Cyrille Thièry     | 3:50,041 |       |